# 吉田学 (アナウンサー)
吉田 学（よしだ まなぶ、1975年5月15日 - ）は、群馬テレビ営業部社員、元同社アナウンサー兼報道記者。

## 来歴・人物
1975年5月15日、東京都新宿区高田馬場に生まれ、群馬県太田市（旧・新田町）で育つが、現在は太田市出身としている。
群馬県立太田高等学校、早稲田大学卒業。卒業後、1998年に群馬テレビに入社。報道局報道部に配属となった。
2017年1月より制作部に所属していたが、2018年4月より再び報道部に異動となった。
2020年3月27日放送の『ニュースeye8』をもってアナウンサーとしては卒業し、同年4月より営業部へ異動となった。
趣味は映画鑑賞。
世界遺産検定2級、富岡製糸場世界遺産伝道師協会伝道師の資格を持っている。また、群馬県立女子大学群馬学センターリサーチフェロー第4期も務めている。
座右の銘は「We can work it out」（ビートルズの楽曲から）。

## 過去の出演番組
- がんばれ!ザスパ草津[4]
- ザスパ草津実況中継[4]
- ニュースジャストN
- ニュースジャスト6（2009年3月30日 - 2012年3月2日、平日→月曜 - 木曜キャスター）
- DASH!ザスパ
- 熱血!スポーツMIX SPO-X（2010年4月6日 - 2010年12月28日）
- ニュースeye8（2012年3月9日 - 2020年3月27日、金曜→月曜～木曜→月曜・水曜・金曜→金曜）※一時、中断期間あり。